# Bystrowiana
Bystrowiana is een geslacht van uitgestorven bystrowianide chroniosuchiden uit het sediment van het Laat-Perm van de Oblast Vladimir, Rusland en Jiyuan, China. Chroniosuchiden worden vaak beschouwd als reptiliomorfen, maar sommige recente fylogenetische analyses suggereren in plaats daarvan dat ze stamtetrapoden zijn. Het geslacht is benoemd ter ere van Dr. Alexey Bystrow, een Russische paleontoloog. Het werd voor het eerst benoemd door Vyushkov in 1957 en de typesoort is Bystrowiana permira. Twee soorten - Bystrowiana permira, met holotype 1100/1, en Bystrowiana sinica Young 1979 met holotype IVPP V 4014.1 - zijn bekend.
Bystrowiana is bekend van een dertig centimeter lange schedel, wat suggereert dat het een groot dier was, met een totale lichaamslengte tot 2,5 meter.